# Josef Binder (sládek)
Josef Binder (21. srpna 1838 Kreuzberg, Bavorsko – 9. března 1900 Plzeň) byl bavorský sládek, od roku 1879 vrchní sládek v Měšťanském pivovaru (Plzeňský Prazdroj) vařícím pivo plzeňského typu. Ve své době se jednalo o jednoho z nejváženějších a nejbohatších obyvatel města.

## Životopis

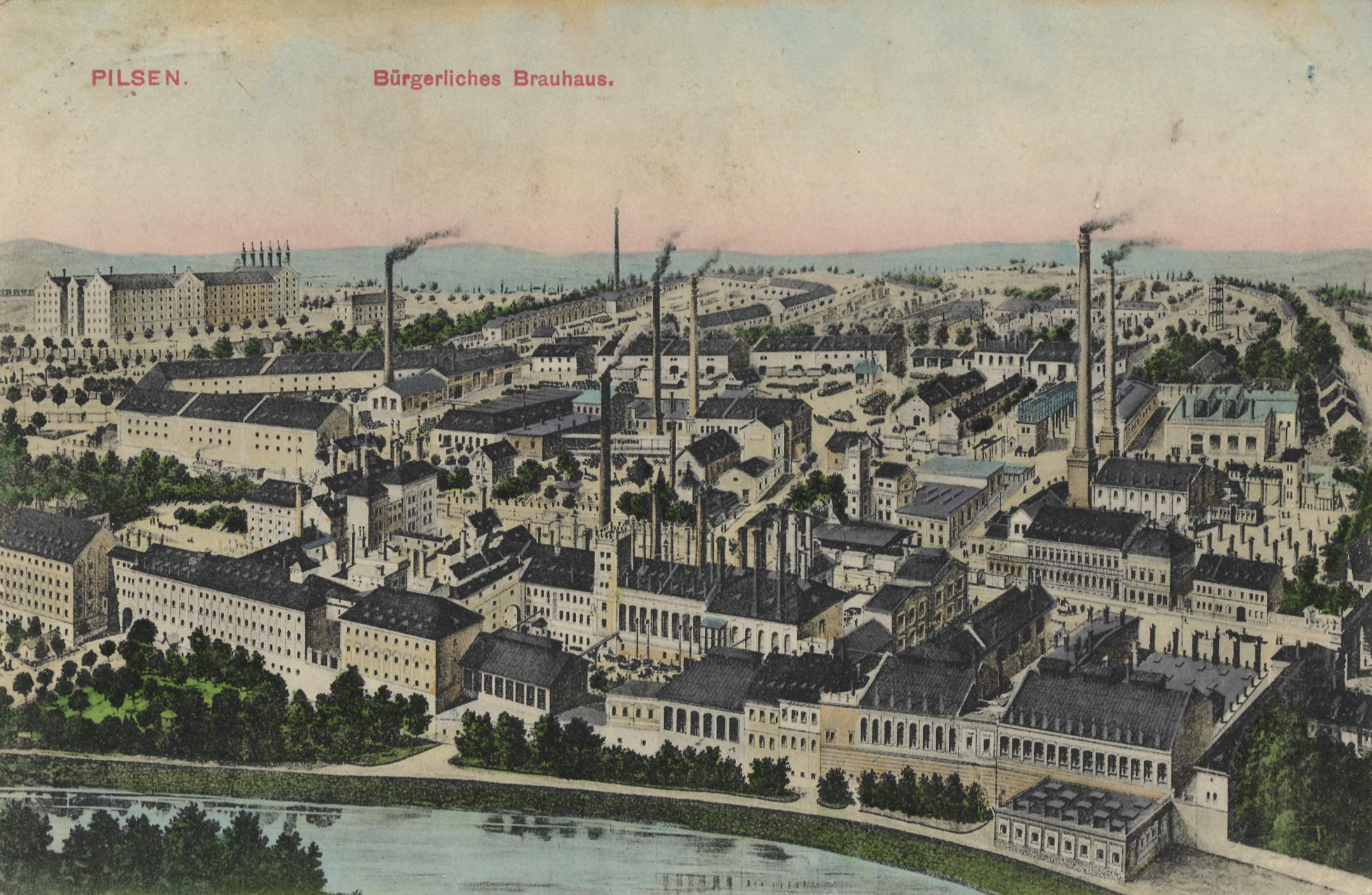
Měšťanský pivovar v Plzni na pohlednici z roku 1910

Narodil se v Kreuzbergu, později součásti bavorského města Freyung. Vyučil se pivovarnickému řemeslu, následně pracoval v různých pivovarech v Německu i Rakousku, zejména v Mnichově, Pasově a Linci. V prosinci 1863 se odstěhoval do Plzně a nastoupil jako vařič do Měšťanského pivovaru, založeného roku 1842, kde jako první sládek působil Josef Groll. Postupně zde vystřídal pozice spilečného, sklepmistra, podstaršího a podsládka, v únoru 1879 se pak stal vrchním sládkem pivovaru. Zasadil se o hospodářský rozkvět podniku a násobné rozšíření výrobních kapacit, pivovar byl elektrifikován a bylo zde zavedeno vytápění. Byl rovněž dlouholetým členem Spolku pro průmysl pivovarský v království Českém. Roku 1891 obdržel Josef Binder stříbrnou medailí na Jubilejní zemské výstavě v Praze.

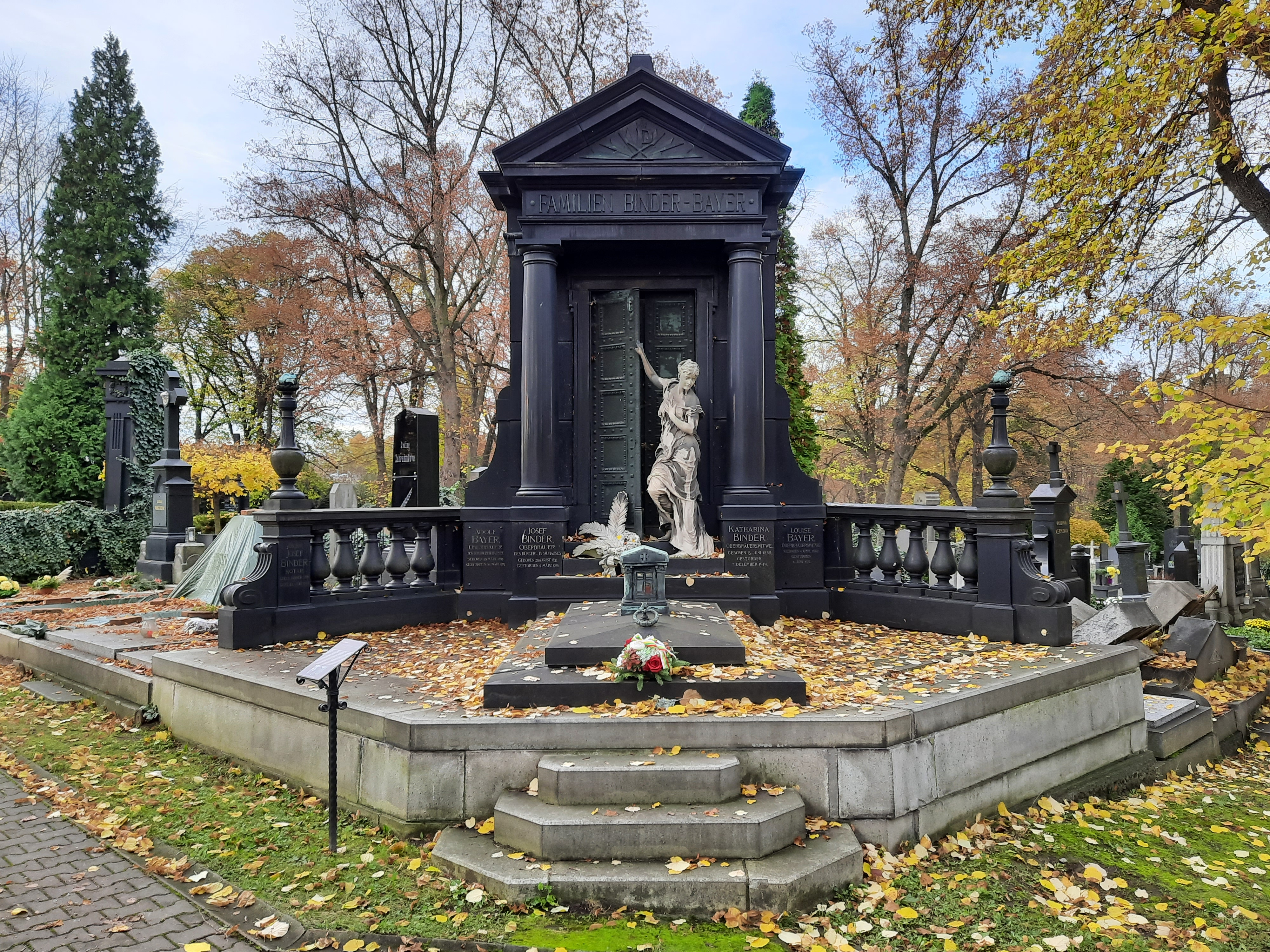
Hrobka rodiny Binder a Bayer na Ústředním hřbitově v Plzni (vystavěla firma Jan Cingroš)

### Úmrtí
Josef Binder zemřel 9. března 1900 v Plzni ve věku 61 let a byl pochován ve výstavné kamenné hrobce na plzeňském Ústředním hřbitově, nedaleko hřbitovního kostela svatého Václava. Neoklasicistní hrobku se sochařskou výzdobou vytvořila známá kamenická firma Jan Cingroš.

### Rodinný život
Binder se oženil s Kateřinou Bayerovou (1847–1919), dcerou starosty Dobřan Vincence Bayera, zakladatele místního pivovaru. Jejich syn Josef Binder mladší se stal právníkem. Binderův švagr Adolf Bayer (1859–1929) po Binderově smrti nastoupil na místo vrchního sládka Měšťanském pivovaru.